# YF-20
YF-20是一款燃气发生器循环的液体燃料火箭发动机，其使用二氧化氮与偏二甲肼为燃料。当安装在四发动机模块中时形成YF-21。高空变型被称为YF-22，通常与YF-23游机组合形成YF-24用于第二级。单独用于助推器的新版本称为YF-25。

## 版本
该系列发动机从风暴一号火箭开始使用，一直是长征二号、长征三号、长征四号系列火箭的主要发动机。
- YF-20：芯级发动机，最初被用于风暴一号和长征二号甲。[8][9][10]
- YF-20A：芯级发动机。[11]
- YF-20B（又名DaFY5-1）：芯级发动机，同时也被用与助推器上。[2][12][13]
- YF-20C：芯级发动机，同时也被用与助推器上。
- YF-20D：芯级发动机，同时也被用与助推器上。
- YF-20E：芯级发动机，同时也被用与助推器上。
- YF-22：上面级发动机，喷嘴扩大的版本。最初用于没有游机的风暴一号第二级，在长征二号甲上与YF-23游机一同使用时被称为YF-24。[8][10]
- YF-22A：上面级发动机。
- YF-22B（又名DaFY20-1）：上面级发动机。[12][13]
- YF-22C：上面级发动机。
- YF-22D：上面级发动机。
- YF-22E：上面级发动机。
- YF-25：助推器发动机。

## 模块

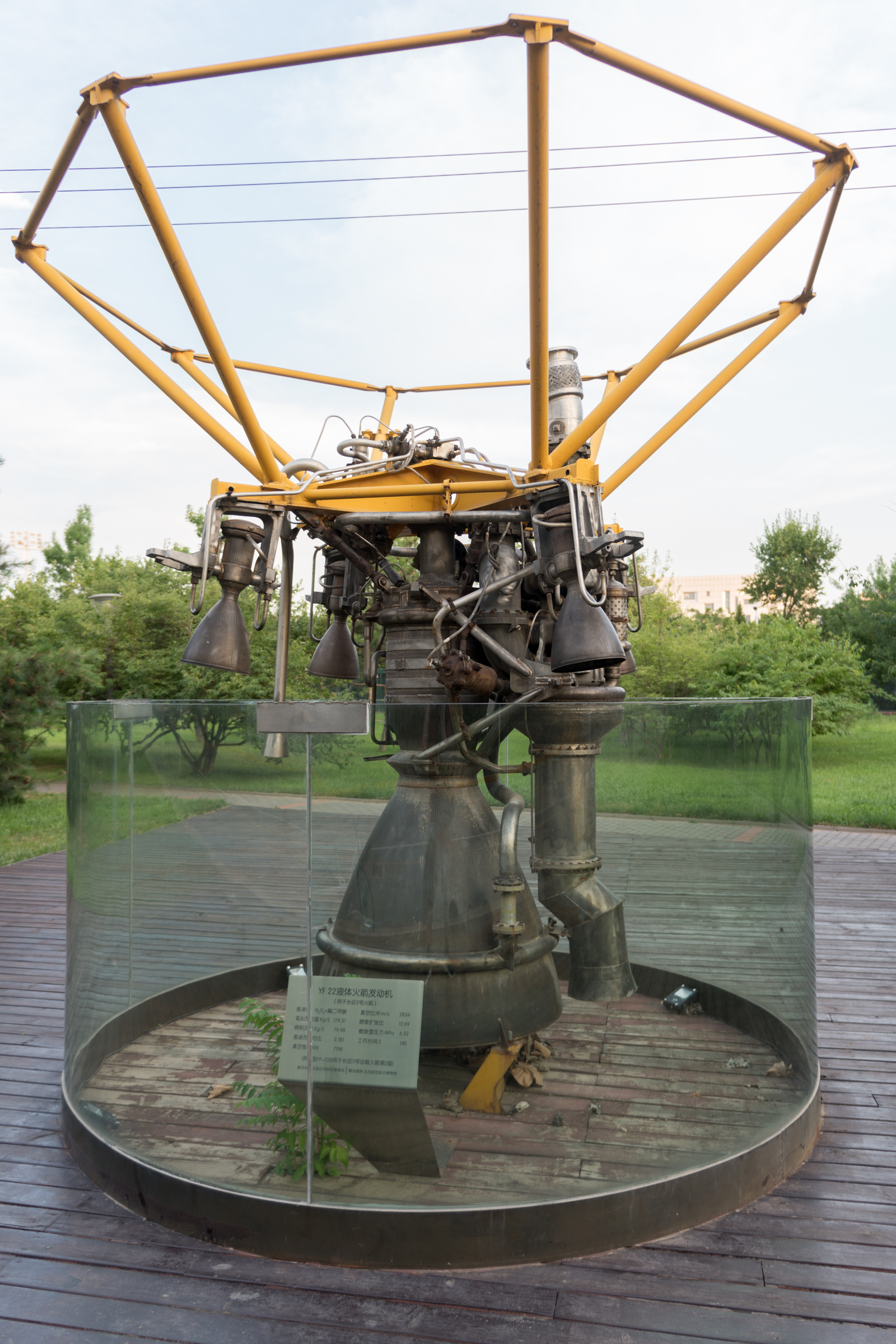
YF-24发动机

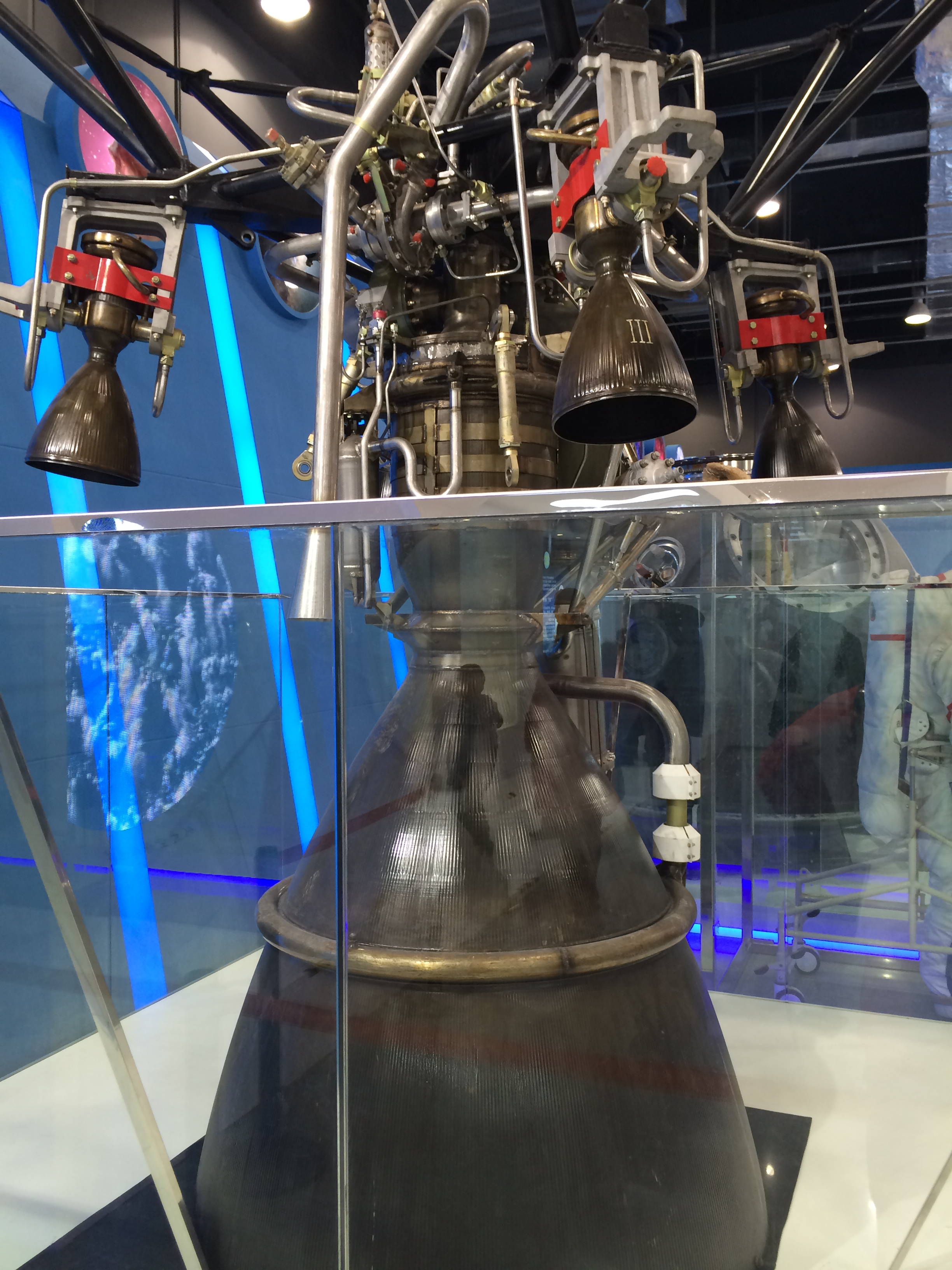
YF-24B发动机

YF-20常常作为单个发动机被多次进行使用。它作为单个发动机时用于助推器，通常会捆绑多台发动机作为模块进行使用。
用于第一级推进器组合的相关模块：
- YF-21：包含四台YF-20。最初在风暴一号和长征二号甲上使用。[8][10]
- YF-21A：包含四台YF-20A，YF-21的改良版。
- YF-21B（又名DaFY6-2）：包含四台YF-20B，YF-21A的改良版，推力增加7%。[12]
- YF-21C：包含四台YF-20C，YF-21B的改良版。[16]
- YF-21D：包含四台YF-20D，YF-21C的改良版。
- YF-21E：包含四台YF-20E，YF-21D的改良版。

用于第二级推进器组合的相关模块是：
- YF-24：包含一台YF-22和一台YF-23游机，用于长征二号甲。[10]
- YF-24A：包含一台YF-22A和一台YF-23A游机。
- YF-24B : 包含一台YF-22B和一台YF-23B游机。
- YF-24C : 包含一台YF-22C和一台YF-23C游机。
- YF-24D : 包含一台YF-22D和一台YF-23D游机。
- YF-24E : 包含一台YF-22E和一台YF-23E游机。[16]

## 参阅
- YF系列火箭发动机